# توری‌دارسانان
توری‌دارسانان (نام علمی: Dictyochales) نام یک راسته از ناجورتاژکان است.